# Johann Martin Gräf
Johann Martin Gräf (* 21. Februar 1751 in Kastl (Lauterachtal), Oberpfalz; † 17. März 1833 in Augsburg) war ein deutscher  katholischer Theologe.

## Leben
Johann Martin Gräf erhielt seine grundlegende Bildung in der Schule zu Amberg und trat danach in den Jesuitenorden ein. Nach dessen Aufhebung kam er in das vom Kurfürsten Maximilian Joseph aus den Gütern der Jesuiten gestiftete Kollegium Albertinum in Ingolstadt, wo er die Theologie mit Einschluss der Morallehre und des Kirchenrechts nach der damaligen Lehrmethode hörte. Nachdem er seine Studien beendet und 1775 die Priesterweihe erhalten hatte, wurde er Hofmeister bei den Söhnen des Freiherrn von Riedheim, Oberstallmeister zu Eichstätt. Er bekleidete diese Stelle sechs Jahre und erhielt dann 1782 die Pfarrei Mailing bei Ingolstadt, die er 1790 mit der Pfarrei Regling im Herzogtum Neuburg vertauschte.
1794 nahm Gräf die ihm angebotene Stelle als Prediger an der dem Malteserorden übergebenen Hofkirche  in Neuburg an, folgte aber schon nach einem halben Jahr einem Ruf nach Regensburg als geistlicher Rat und Regens des dortigen Bischofseminars. Er trug in dieser Anstalt zugleich die Pastoral-, die geistliche Beredsamkeit und die Liturgie erfolgreich vor, bis er nach acht Jahren vom Bischof Clemens Wenzeslaus und dem Domkapitel von Augsburg als Vormittagsprediger am Dom dieses Sprengels angestellt wurde. In diese Zeit seiner Wirksamkeit fallen seine damals vielbeachteten Katholische Predigten von der Kenntnis Gottes, seines göttlichen Sohnes und von den vorzüglichen Beweisgründen der geoffenbarten Religion; nach dem großen Bedürfnisse unserer Zeit (Augsburg 1811).
Weniger bedeutend sind Gräfs frühere, in das Fach des Kirchenrechts gehörende Schriften:
- Über den ehelosen und jungfräulichen Stand der katholischen Priesterschaft. Nebst einer wichtigen Beilage: Aufruf an Deutschland, die bösen Bücher betreffend, mit denen Deutschland wie mit einer Sintflut heimgesucht wird, Augsburg 1805
- Zwei Worte gegen die Schrift: Über die Ehescheidung in katholischen Staaten von Dr. Socher, Augsburg 1811

Nach der Säkularisation und Übergabe der ehemaligen Reichsstadt Augsburg an das Königreich Bayern erkannte die königliche Regierung sein Dekret als Domprediger sofort an und gab ihm wiederholt Beweise ihrer Achtung. Gräf starb 1833 in Augsburg.